# Camponotus radovae
Camponotus radovae är en myrart som beskrevs av Auguste-Henri Forel 1886. Camponotus radovae ingår i släktet hästmyror, och familjen myror.

## Underarter
Arten delas in i följande underarter:
- C. r. radovae
- C. r. radovaedarwinii

## Bildgalleri

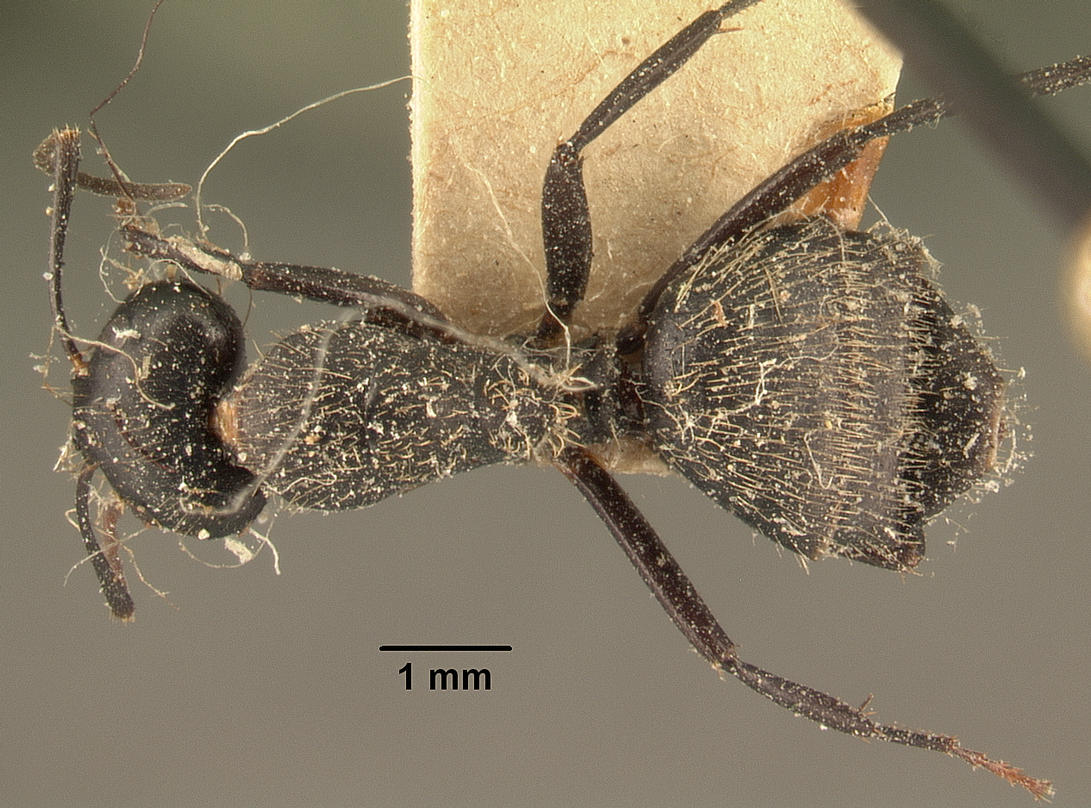
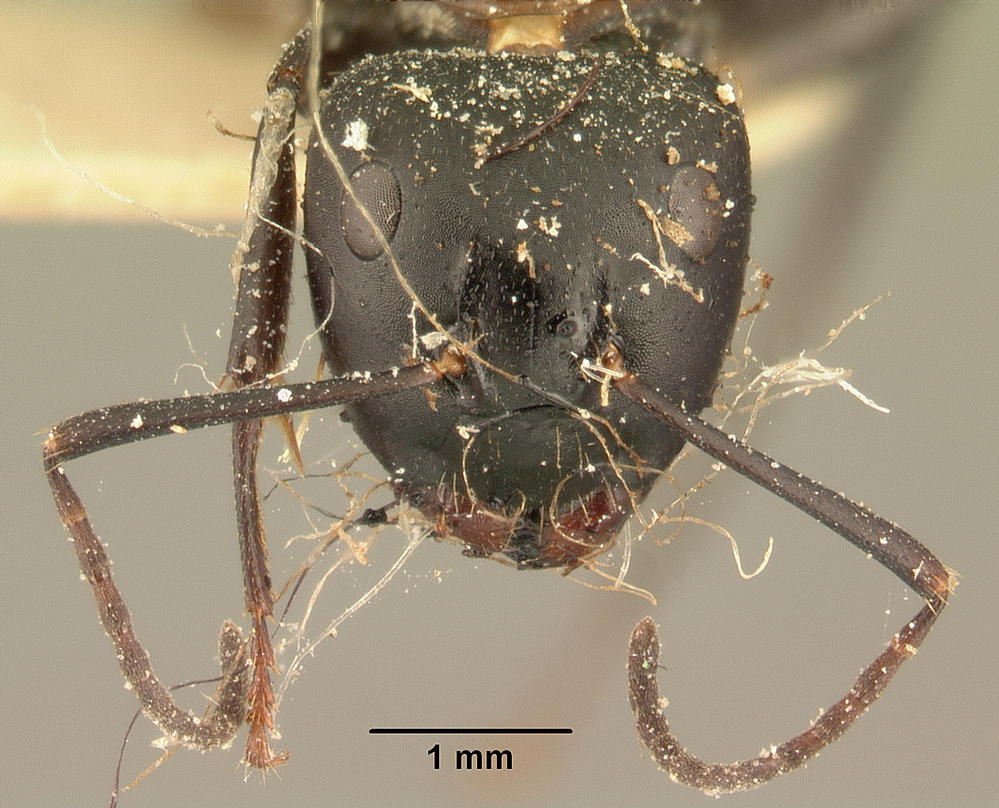
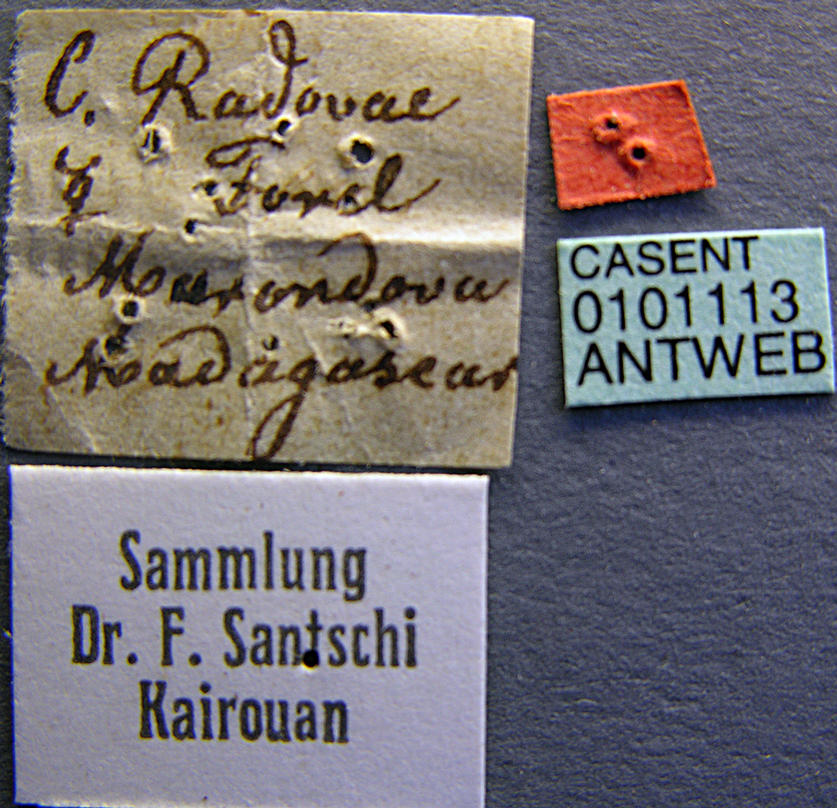
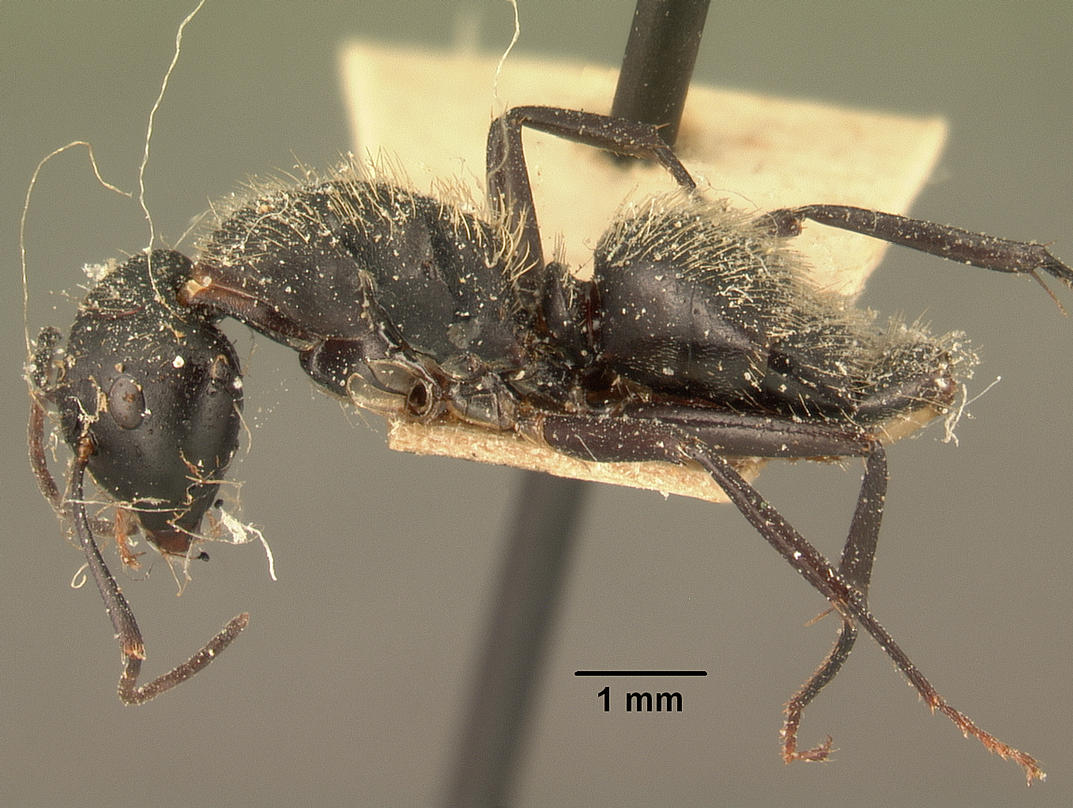
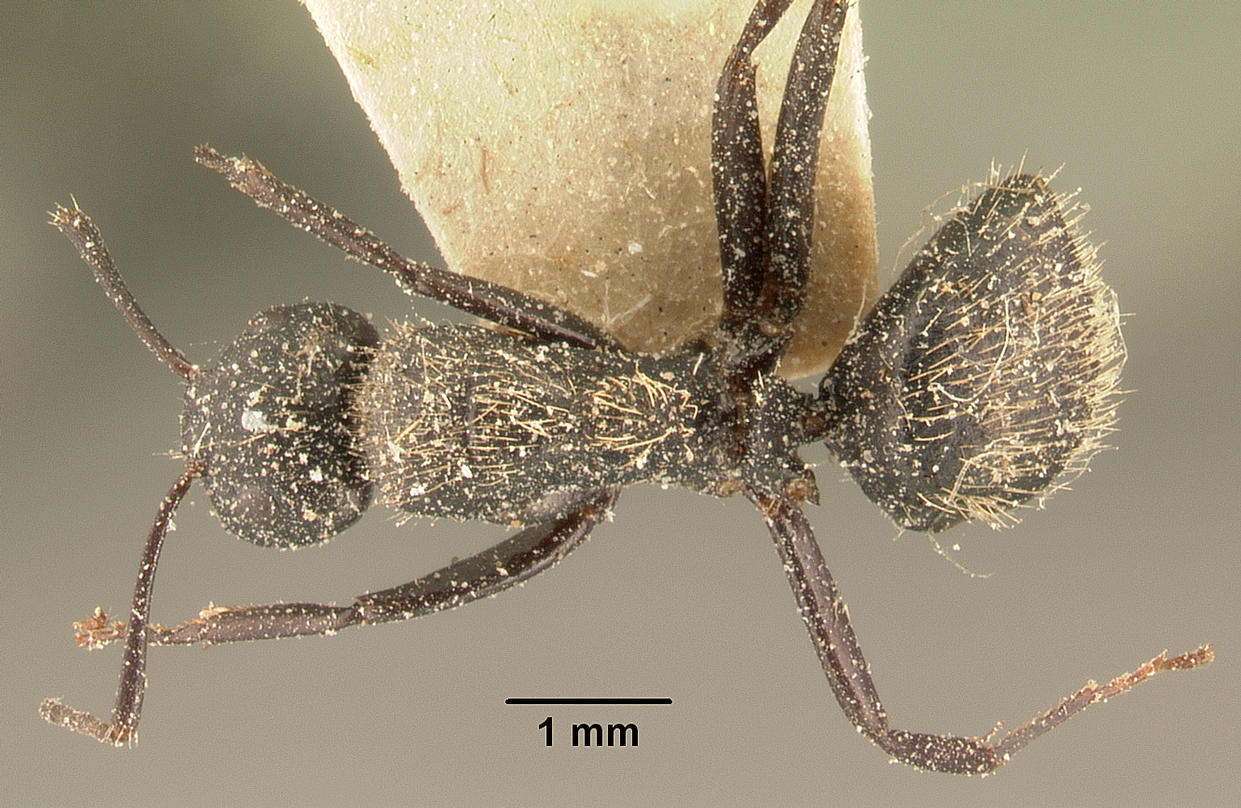
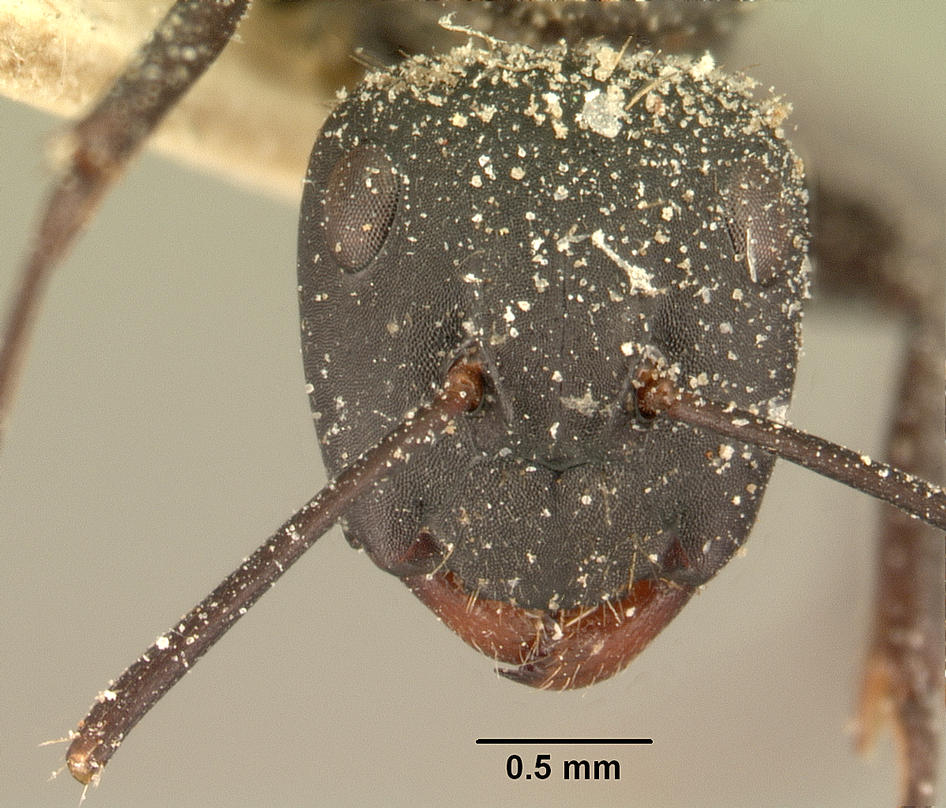